# Григор, Николай Фёдорович
Никола́й Фёдорович Гри́гор (1885, село Роток — 12 июля 1942, Ленинград) — российский, советский оператор и режиссёр документального кино, организатор кинопроизводства. Один из первых российских кинохроникёров. Жертва политических репрессий в СССР.

## Биография
Родился в селе Роток Бело-Церковской волости Васильковского уезда Киевской губернии. Окончил Херсонское сельскохозяйственное училище, по специальности — инженер-строитель.
В кинематографе с 1909 года. Был представителем кинофирмы «Пате» на Черноморском побережье Кавказа, проектировал кинотеатры, занимался организацией кинопроката. Самостоятельно овладел профессией кинооператора, начал снимать кинохронику. После переезда в Санкт-Петербург работал оператором в киноателье Дранкова. Является одним из пионеров отечественной кинодокументалистики.
В 1913—1923 годах — управляющий, директор, заведующий кинотеатром «Пикадилли» в Санкт-Петербурге (с 1914 года — Петрограде). Входил в состав правления Товарищества Петроградских владельцев кинотеатров и кинодеятелей (1917).
Н. Ф. Григор любил свою хроникёрскую профессию. Не считался со временем, снимал, проявлял, монтировал, руководил всеми киносъёмками.
В годы Гражданской войны организовал кинопередвижку: снимал военные действия при обороне Петрограда, тут же проявлял киноплёнку, монтировал материал и показывал красноармейцам. Оператор прижизненных киносъёмок В. И. Ленина (1918—1922), Кронштадтского мятежа (1921), вскрытия мощей в Александро-Невской лавре (1921), митинга у места убийства В. Володарского в Петрограде (1922) и других.
В 1923—1925 годах — заведующий отделом социальной хроники Северо-Западного областного управления по делам фотографии и кинематографии «Севзапкино» (с 1924 года — кинофабрики «Ленинградкино»). Входил в состав сценарно-постановочной комиссии «Севзапкино» (1923). Администратор труппы кинофильмов Б. В. Чайковского «Дипломатическая тайна», «Гибель Надежды» (1923).
В 1925 году — технический директор кинофабрики «Севзапкино». Руководил съёмками празднеств 200-летия Академии наук (1925).
В 1926—1929 годах — кинооператор Ленинградского отделения «Совкино», Ленинградской фабрики «Совкино». Участвовал в съёмках киносюжетов в киножурнале «Социалистическая деревня», «Союзкиножурнале» (1933); снимал 17 годовщину Октябрьской революции, похороны С. М. Кирова. С декабря 1935 года — режиссёр-оператор киностудии «Лентехфильм».
В 1935 году награждён именными часами от Ленсовета.
Снятые Григором хроникальные кадры вошли в документальные фильмы «У истоков советского кино» (1979), «Живой Ленин» (1990).

### Репрессии
Арестован 11 декабря 1930 года  за «связь с белоэмигрантами». Освобождён 14 февраля 1931 года, обвинение не подтвердилось.
Повторно арестован в 1935 году за «приобретение контрабандной съёмочной аппаратуры», провёл около 25 дней под стражей.
Арестован в третий раз 11 января 1942 года как «активный участник антисоветской группы», виновным себя не признал. Обвинительное заключение по статьям 58-3, 58-10, 58-11 УК РСФСР утверждено горотделом НКВД 13 марта 1942 года. Военная прокуратура 28 марта 1942 года направила дело Григора на рассмотрение Особого совещания при НКВД СССР с предложением расстрелять его. Особым совещанием при НКВД СССР 27 июня 1942 осуждён на 5 лет ссылки в Вологодскую область. Умер в тюрьме в блокадном Ленинграде 12 июля 1942 года от сердечной недостаточности. Место захоронения неизвестно.
Реабилитирован 31 мая 1989 года.

### Семья
- мать — Мария Васильевна Григор[1];
- жена — Валентина Петровна Григор (1908—?)[1];
  - дочь — Карина Фёдоровна Григор (1938—?)[1][13].

## Избранная фильмография

### Оператор
- 1918 — Празднование первой Октябрьской годовщины в Петрограде (хроника)
- 1921 — Петроградский порт (документальный)
- 1921 — Чёрные дни Кронштадта (документальный)
- 1922 — Воднолыжная станция МГСПС / Праздник на воде (документальный)
- 1922 — Митинг у места убийства М. М. Володарского в Петрограде (документальный)
- 1923 — Волховстрой (документальный)
- 1923 — Открытие памятника Г. В. Плеханову в Петрограде (документальный)
- 1923 — Неделя Красного флота в Петрограде (документальный)
- 1924 — Наводнение в Ленинграде (документальный)
- 1924 — Празднование годовщины образования СССР (документальный)
- 1925 — Празднование 1-го мая в Москве (документальный)
- 1925 — V Всемирный конгресс Коммунистического интернационала (документальный)
- 1927 — Морские силы СССР (культурфильм)
- 1927 — Радио-художник (культурфильм)
- 1927 — Водолазы (культурфильм)
- 1931 — Плавучий док (инструктивный фильм)
- 1933 — Жизнь зажиточно (киноочерк, совместно с Б. Макасеевым)

### Режиссёр
- 1921 — Чёрные дни Кронштадта (документальный)
- 1924 — Наводнение в Ленинграде (документальный)
- 1926 — Праздник Красного Балтийского флота (документальный)
- 1927 — Водолазы (культурфильм)
- 1940 — Доппель машина (документальный)